# Vacances (film, 1932)
Cet article concerne un film français de 1932. Pour le film de Cukor de 1938, voir Vacances (film). Pour les périodes d'inactivité en général, voir Vacances.
Pour plus de détails, voir Fiche technique et Distribution.
Vacances est un film français réalisé par Robert Boudrioz, sorti en 1932.

## Fiche technique
- Titre : Vacances
- Réalisation : Robert Boudrioz
- Scénario : Robert Boudrioz, d'après la pièce de René Besson et Georges Fabret
- Dialogues : Roger Féral
- Photographie : Raoul Aubourdier et Paul Guichard
- Décors : Félix Labisse et Georges Wakhévitch
- Son : Robert Beaudoin
- Musique : Jacques Batell et Lionel Cazaux
- Pays d'origine :  France
- Production : G.F.F.A. (Gaumont-Franco Film-Aubert)
- Durée : 82 minutes
- Date de sortie : France, 15 janvier 1932

## Distribution
- Florelle : Paulette
- Lucien Gallas : Jacques
- Georges Charlia : Millet
- Pierre Juvenet : Le Hubleau-Mornac